# Dillíský pakt
Dillíský pakt (nazývaný také Gándhí-Irwinův pakt) představuje uzavření příměří mezi Mahátmou Gándhím a indickým místokrálem lordem Irwinem z 5. března 1931 v Dillí.

## Okolnosti paktu
Kampaň občanské neposlušnosti, kterou inicioval v tzv. solném pochodu z března 1930 a posléze vedl Gándhí, se měnila v některých fázích v násilné nepokojné střety a lokální povstání. Gándhí se proti tomu rozhodl zakročit právě touto smlouvou, která hovořila o příměří.
Indický národní kongres dal souhlas k ukončení agrese a násilností podmínkou za závazek propuštění všech politických vězňů, odvolání mimořádných opatření a zmírnění probritského solného monopolu. Kongresu byla také slíbena účast na konferenci u kulatého stolu v Londýně, kde měla být koncipována rodící se nová indická ústava. Pozdější přítomnost Gándhího na konferenci však neznamenala žádný pozitivní pokrok v dohodě na textu ústavy. Ten se po návratu do Indie v lednu 1932 znovu pokusil zahájit hnutí občanské neposlušnosti, ovšem nyní již bez významnějšího úspěchu.